# Andrij Jarmolenko
Andrij Mykolajovytsj Jarmolenko (Oekraïens: Андрій Миколайович Ярмоленко) (Sint-Petersburg, 23 oktober 1989) is een Oekraïens voetballer die doorgaans als aanvaller speelt. Hij tekende in juli 2018 een contract tot medio 2022 bij West Ham United, dat circa €20.000.000,- voor hem betaalde aan Borussia Dortmund. Jarmolenko debuteerde in 2009 in het Oekraïens voetbalelftal.

## Clubcarrière
Jarmolenko debuteerde op 11 mei 2008 in het eerste elftal van FC Dynamo Kiev, in een competitiewedstrijd tegen Vorskla Poltava. Hij maakte het beslissende doelpunt in deze wedstrijd, die eindigde in 1–2. In datzelfde seizoen speelde Jarmolenko 21 wedstrijden, waarin hij zeven doelpunten maakte. Jarmolenko werd in het seizoen 2009/10 basisspeler in het elftal van Kiev en speelde meer dan tweehonderd competitiewedstrijden in dienst van de club.

## Clubstatistieken
| Seizoen | Club              | Competitie     | Competitie | Competitie | Beker | Beker | Internationaal | Internationaal | Totaal | Totaal |
| Seizoen | Club              | Competitie     | Wed.       | Dlp.       | Wed.  | Dlp.  | Wed.           | Dlp.           | Wed.   | Dlp.   |
| ------- | ----------------- | -------------- | ---------- | ---------- | ----- | ----- | -------------- | -------------- | ------ | ------ |
| 2006/07 | Desna Tsjernihiv  | Persja Liha    | 9          | 4          | 1     | 0     | —              | —              | 10     | 4      |
| 2007/08 | Dynamo Kiev       | Premjer Liha   | 1          | 1          | 0     | 0     | —              | —              | 0      | 0      |
| 2008/09 | Dynamo Kiev       | Premjer Liha   | 10         | 0          | 3     | 5     | —              | —              | 13     | 5      |
| 2009/10 | Dynamo Kiev       | Premjer Liha   | 27         | 7          | 2     | 0     | 6              | 0              | 35     | 7      |
| 2010/11 | Dynamo Kiev       | Premjer Liha   | 26         | 11         | 5     | 1     | 16             | 4              | 47     | 16     |
| 2011/12 | Dynamo Kiev       | Premjer Liha   | 28         | 12         | 1     | 1     | 10             | 0              | 39     | 13     |
| 2012/13 | Dynamo Kiev       | Premjer Liha   | 27         | 11         | 1     | 0     | 12             | 2              | 40     | 13     |
| 2013/14 | Dynamo Kiev       | Premjer Liha   | 26         | 12         | 4     | 4     | 9              | 5              | 39     | 21     |
| 2014/15 | Dynamo Kiev       | Premjer Liha   | 26         | 14         | 5     | 1     | 11             | 4              | 42     | 19     |
| 2015/16 | Dynamo Kiev       | Premjer Liha   | 23         | 13         | 3     | 4     | 7              | 2              | 33     | 19     |
| 2016/17 | Dynamo Kiev       | Premjer Liha   | 28         | 15         | 3     | 3     | 5              | 1              | 36     | 19     |
| 2017/18 | Dynamo Kiev       | Premjer Liha   | 5          | 3          | 0     | 0     | 4              | 1              | 9      | 4      |
| 2017/18 | Borussia Dortmund | Bundesliga     | 18         | 3          | 2     | 2     | 6              | 1              | 26     | 6      |
| 2018/19 | West Ham United   | Premier League | 9          | 2          | 1     | 0     | —              | —              | 10     | 2      |
| 2019/20 | West Ham United   | Premier League | 23         | 5          | 0     | 0     | —              | —              | 23     | 5      |
| 2020/21 | West Ham United   | Premier League | 15         | 0          | 6     | 3     | —              | —              | 21     | 3      |
| 2021/22 | West Ham United   | Premier League | 19         | 1          | 5     | 0     | 8              | 2              | 32     | 3      |
| 2022/23 | Al Ain            | VAE Liga       | 23         | 11         | 10    | 1     | —              | —              | 33     | 12     |
| 2023/24 | Dynamo Kiev       | Premjer Liha   | 17         | 8          | 1     | 0     | 2              | 0              | 20     | 8      |
| Totaal  | Totaal            | Totaal         | 360        | 133        | 53    | 25    | 96             | 22             | 509    | 180    |

## Interlandcarrière
Jarmolenko maakte op 5 september 2009 zijn debuut in het Oekraïens voetbalelftal in een wedstrijd op het kwalificatietoernooi voor het WK 2010 tegen Andorra. Hij begon in het basiselftal en opende in na twintig minuten de score. Jarmolenko speelde de volledige wedstrijd, die eindigde in een 5–0 overwinning voor Oekraïne. Jarmolenko speelde op het EK 2012 in eigen land in alle drie groepswedstrijden. In een EK-kwalificatiewedstrijd op 15 november 2014 in en tegen Luxemburg (0–3 winst) maakte Goesjev een hattrick – voor het eerst in zijn carrière. Op 19 mei 2016 werd hij opgenomen in de Oekraïense selectie voor het EK 2016 in Frankrijk. Oekraïne werd in de groepsfase uitgeschakeld na nederlagen tegen Duitsland (0–2), Noord-Ierland (0–2) en Polen (0–1). Jarmolenko werd in mei 2024 door bondscoach Serhij Rebrov opgenomen in de Oekraïense selectie voor het EK 2024 in Duitsland. Oekraïne werd in de groepsfase uitgeschakeld na een nederlaag tegen Roemenië (3–0), een overwinning tegen Slowakije (1–2) en een gelijkspel tegen België (0–0). Jarmolenko kwam in iedere wedstrijd in actie.

## Erelijst
| Kampioen Premjer Liha | 3x | 2008/09, 2014/15, 2015/16 |
| Beker van Oekraïne    | 2x | 2013/14, 2014/15          |
| Oekraïense supercup   | 4x | 2008. 2009, 2011, 2016    |